# Clifton (New Jersey)
Clifton je město ve Spojených státech amerických. Nachází se v okrese Passaic County ve státě New Jersey. Ve městě žije přibližně 90 tisíc obyvatel a jeho rozloha činí 29,5 km². Sousedními obcemi sídla jsou Passaic, Montclair, Nutley, Lyndhurst, Garfield, Paterson, Woodland Park, Little Falls, Bloomfield, Rutherford (New Jersey, U. S.) a Elmwood Park.
Leží v části zvané North Jersey a je důležitým dopravním uzlem v oblasti. Město je zároveň fakticky předměstím New York City, neboť leží asi 24 kilometrů západně od Manhattanu. Po Trentonu jde o jedenácté nejlidnatější město ve státě, přičemž v celých Spojených státech je Clifton 394. nejlidnatějším městem. Městem procházejí silnice New Jersey Route 3, New Jersey Route 7 a New Jersey Route 21.

## Rodáci
- Matt Miazga (* 1995)
- Sofia Black-D'Elia (* 1991) – americká herečka
- Vera Farmigová (* 1973) – americká herečka
- Rubin Carter (1937–2014) – americký boxer